# Щепин, Евгений Витальевич
Евге́ний Вита́льевич Щепин (род. 10 октября 1951 года) — советский и российский математик, член-корреспондент РАН (2011).

## Биография
Родился 10 ноября 1951 года.
В 1968 году — окончил физико-математическую школу-интернат № 18 имени А. Н. Колмогорова при МГУ.
В 1973 году — с отличием окончил механико-математический факультет МГУ.
Затем была учёба в аспирантуре МГУ (научный руководитель — академик Павел Сергеевич Александров).
В 1977 году — защитил кандидатскую диссертацию, тема: «Действительные функции и пространства, близкие к нормальным».
В 1979 году — защитил докторскую диссертацию, тема: «Метод обратных спектров в топологии биокомпактов».
Ведущий научный сотрудник Института математики РАН имени В. А. Стеклова, член диссертационного совета МИАН.
Ведёт преподавательскую деятельность в должности профессора математики Специализированного учебно-научного центра МГУ имени М. В. Ломоносова — физико-математическая школа № 18 имени А. Н. Колмогорова (СУНЦ МГУ).
Также является экспертом компании «Яндекс», где работает в группе исследований рекламных технологий и занимается прогнозированием вероятности клика по рекламному объявлению и ежемесячно читает лекции в Школе анализа данных Яндекса с 2007 года.
Член клуба «1 июля».
В 2011 году — избран членом-корреспондентом РАН.

## Научная деятельность
Основные научные результаты лежат в областях общей и геометрической топологии. Он разработал метод несчётных обратных спектров в топологии бикомпактов и решён ряд проблем гомологической теории размерности.
В 70-е годы XX века вёл исследования в области общей топологии. Основным достижением этого периода является создание метода исследования бикомпактов (неметризуемых компактов) с помощью обратных спектров. Ядро метода представляет так называемая Спектральная теорема о гомеоморфизме, утверждающая что гомеоморфизм предельных пространств влечёт наличие изоморфных подспектров, для некоторого естественного класса обратных спектров. Самым сильным результатом, полученным этим методом, является теорема характеризующая тихоновский куб как однородный по характеру абсолютный ретракт. Кроме того были введены такие важные понятия как «нормальный функтор», «каппа-метрика», «мягкое отображение».
В 80-х годах интересы сместились к геометрической топологии, то есть топологии подмножеств евклидова пространства. Некоторые работы по геометрической топологии были выполнены уже в семидесятые годы: о размерности суммы кривых, о поперечниках сфер, о склеивании антиподов. Под руководством Е. В. Щепина был организован семинар в Математическом институте Стеклова, который продолжал тематику семинара Л. В. Келдыш. Основные полученные результаты касаются мягких и гомотопически регулярных отображений многообразий. Проблемы, вокруг которой концентрируются исследования, касаются построения отображений повышающих размерность. Главные результаты здесь были получены учеником Е. В. Щепина — А. Н. Дранишниковым, который сначала построил n-мягкие отображения, повышающие размерность, решив мою проблему, а позднее построил клеточноподобное отображение повышающее размерность, решив основную проблему теории размерности того времени.
90-е годы ознаменовались серией совместных работ Е. В. Щепина с Дранишниковым и Д. Реповшем посвящённым гомологической теории размерности и, в частности, проблеме размерности общего положения пересечения компактов в евклидовом пространстве. Основным достижением Е. В. Щепина является открытие арифметической структуры кодирующей размерностные типы. Другим важным результатом является построение (совместно с Дранишниковым и Реповшем) примера двумерного подмножества евклидова пространства произведение которого на некоторый континуум двумерно. Этот пример решил несколько проблем гомологической теории размерности стоявших почти полвека. Другая серия работ девяностых, соавторами которой выступают в основном Николай Бродский (ученик Е. В. Щепина), П. В. Семёнов и Д. Реповш, посвящена непрерывным селекциям многозначных отображений. Основным достижением здесь является Фильтрационная теорема селекции (совм. с Бродским). К работам по селекции примыкают геометрические работы с L. Montejano, посвящённые характеризации выпуклости через ацикличность гиперплоских сечений. Девяностые годы помимо топологии ознаменованы активными занятиями прикладными задачами, связанными с топологическими методами распознавания образов. Под руководством Е. В. Щепина была разработана программа оптического распознавания символов CRIPT. Была опубликована серия статей совместно с Г. М. Непомнящим и В. М. Кляцкиным об оптическом распознавании текстов.
Во время двухгодичного пребывания Е. В. Щепина в Мексике (1999—2000) в область его научных интересов попадают проблемы теоретической Computer Science. Написана серия статей (совместно с Н. Вахания) по теории расписаний для многопроцессорных систем.
В самое последнее время, (с 2001 г.) в связи с подготовкой Е. В. Щепиным к изданию курса математического анализа, в область его научных интересов попадают расходящиеся ряды и ряды Ньютона.